# 니시지마 사다오
니시지마 사다오(西嶋定生, にしじま さだお, 1919년 6월 25일 ~ 1998년 7월 25일)는 일본의 중국사학자. 도쿄대 명예교수. 교토대의 미야자키 이치사다(宮崎市定), 도쿄대의 호리 도시카즈(堀敏一), 히토쓰바시대학의 마스부치 다쓰오(増淵龍夫)와 함께 전후 중국고대사 연구를 주도했다.

## 생애
일본 오카야마현 니미시에서 태어났다. 1949년 도쿄대 문학부 동양사학과 조교수, 1957년 교수. 1980년 정년퇴직. 처음에는 명나라와 청나라의 사회경제사를 전공했지만 이후 고대사로 관심을 옮겨 동아시아 세계론(중화제국 책봉체제론)을 제창, 야마타이 국 북규슈설에 기여했다.